# ستروبوس
ستروبوس (بالفريزية الغربية: Strobos)‏ هي قرية ببلدية أختكارسبيلن بمقاطعة فرايزلاند،هولندا. وهي تشكل مع قرية خيركيسكلاوستر، القرية المزدوجة خيركيسكلاوستر- ستروبوس. وقد بلغ عدد سكان هذه القرية المزدوجة 1775 في 2006.